# 多伊尔·布朗森
多伊尔·F·布朗森（1933年8月20日—2023年5月14日）是美国职业扑克玩家。他转入职业已有50多年。他是第一个赢得两个连续的世界扑克大赛（WSOP）主赛事冠军的选手。他进入了扑克名人堂，还撰写了几部关于扑克的书籍。
布朗森是第一个赛事总奖金超过一百万美元的选手。他至今获得了10个WSOP世界扑克大赛手镯，与陈强尼持平，仅次于11个手镯的菲尔·赫尔姆斯。他1976和1977年两获WSOP冠军，是多次获得WSOP主赛事冠军的4个人之一。他和Bill Boyd也是仅有的连续4年中每年都能获得WSOP手镯的选手。另外，他还是第一个同时拥有WSOP主赛事冠军和世界扑克巡回赛头衔的人。2006年1月，《Bluff Magazine》票选布朗森为扑克界中最有影响力的人。